# Зоретрус (явище)
Зоретру́с — це астрофізичне явище, яке відбувається, коли кора нейтронної зірки зазнає раптової зміни, аналогічно землетрусу на Землі. Вважається, що спричинюють зоретруси два різні механізми. Один з них — це величезні напруги, що діють на поверхню нейтронної зірки, викликані скручуваннями у надсильних внутрішніх магнітних полях. Друга причина — результат обертання. Оскільки нейтронна зірка втрачає лінійну швидкість через перетягування кадру та втрату енергії через те, що вона є обертовим магнітним диполем, земна кора розвиває величезну кількість напруги. Як тільки він перевищує певний рівень, він пристосовується до форми, ближчої до необертової рівноваги: ідеальної сфери. Вважається, що фактична зміна становить мікрометри або менше і відбувається менш ніж за мільйонну частку секунди.
Найбільший зареєстрований зоретрус був зареєстрований 27 грудня 2004 року в магнетара SGR 1806-20.Зоретрус, який стався на відстані 50 000 світлових років від Землі, випустив гамма-промені, еквівалентні 1037 кВт. Якби зоретрус стався на відстані 10 світлових років від Землі, він міг би спровокувати масове вимирання.